# Cattedrale di Bayonne
La cattedrale di Nostra Signora (in francese: cathédrale Notre-Dame de Bayonne) è il principale luogo di culto cattolico di Bayonne, nel dipartimento dei Pirenei Atlantici.
La chiesa, sede del vescovo di Bayonne, è monumento storico di Francia dal 1862, mentre la cattedrale, la cui costruzione è cominciata nel 1213, è sormontata da due campanili di 85 metri di altezza.